# Gare des Laumes-Alésia
Gare des Laumes-Alésia vasútállomás Franciaországban, Venarey-les-Laumes településen.

## Vasútvonalak
Az állomást az alábbi vasútvonalak érintik:
- Párizs–Marseille-vasútvonal
- Railway Maison-Dieu - Les Laumes-Alésia

## Kapcsolódó állomások
A vasútállomáshoz az alábbi állomások vannak a legközelebb:
- Gare de Montbard
- Gare de Dijon-Ville
- Gare de Thenissey